# Tension (группа)
Tension — американская спид-метал-группа, которая была сформирована в 1978 году и первоначально называлась Deuce (впоследствии наименование изменилось на Tension). В 1988 году проект прекратил своё существование.

## История
Музыкальный коллектив Tension ведёт отсчёт своей творческой активности с 1978 года, когда указанного названия как такового не существовало, а группа называлась Deuce. Первоначальный состав команды выглядел следующим образом: Том Гаттис — вокал, Марти Фридман — гитара, Крис Тинто — ударные и Стив Летер — бас. К 1979 году новым басистом становится Майк Дэвис, а барабанщиком — Билли Гиддингс. В 1981 году гитарист Марти Фридман покидает коллектив и переезжает на Гавайи, а немногим позже формирует проект Cacophony. В это же время гитаристом становится Тимми Мидоус, а басистом Майк Фрэнсис. В 1984 году группа записывает трёхпесенную демо-ленту, которая стилистически представляла собой скоростной хеви-метал, испытывающий влияния Iron Maiden и Judas Priest. Деятельностью коллектива заинтересовывается небольшой нью-йоркский лейбл Torrid Records, который в 1986 году и выпускает дебютный альбом Breaking Point. В это же время, обнаружив, что нынешнее наименование команды уже используется другим проектом, группа переименовывается в Tension. Несмотря на то, что лейбл целый год тянул с выпуском релиза, альбом заслужил множество положительных отзывов в специализированной музыкальной прессе. Однако Torrid Records не смогли организовать хоть каких-нибудь серьёзных действий для раскрутки и дистрибуции альбома. В 1988 году коллектив распался.
В 1997 году альбом Breaking Point с добавлением нескольких ранее нереализованных композиций был переиздан в формате CD под названием Epitaph.

## Дальнейшая деятельность участников
Впоследствии в 1994 году вокалист Том Гаттис основал группу Wardog, которая выпустила своей последний релиз в 1999 году. В 2000 году Гаттис и О’Коннор совместно с гитаристом Питером Петевом и барабанщиком Майклом Скоттом (его впоследствии сменил Рикард Стьернквист) сформировали пауэр-металлическую группу Ballistic.

## Участники[2]

### Последний известный состав
- Том Гаттис (Tom Gattis) — вокал
- Тимми Мидоус (Timmy Meadows) — гитара
- Тим О’Коннор (Tim O’Connor) — бас
- Билли Гиддингс (Billy Giddings) — ударные

### Бывшие участники
- Марти Фридман (Marty Friedman) — гитара (1978—1981)
- Eddie Day — вокал
- Chris Halls — бас
- Крис Тинто (Chris Tinto) — ударные (1978—1979)
- Стив Летер (Steve Leter) — бас (1978—1979)
- Майк Дэвис (Mike Davis) — бас (1979—1981)
- Майк Фрэнсис (Mike Francis) — бас

## Дискография
Deuce
- 1981 — I’m Saved (сингл)
- 1984 — Demo '84 (демо)
- 1985 — Demo #3 (демо)
- 1997 — Deuce

Tension
- 1984 — Demo '84 (демо)
- 1985 — Demo '85 (демо)
- 1986 — Breaking Point
- 1987 — Demo (демо)
- 1987 — Tension Demo 1987 (демо)
- 2003 — Epitaph (сборник)